# Marvin Heemeyer
Marvin Heemeyer (28. října 1951 – 4. června 2004) byl majitel opravny tlumičů, známý především poničením městečka Granby v Coloradu pomocí vlastnoručně opevněného buldozeru. Kvůli sporům s úřady poničil svým obrněncem 13 budov, jedinou obětí byl on sám, když se uvnitř stroje zastřelil.

## Spory s úřady
V roce 1992 si Heemeyer koupil za 42 000 dolarů parcelu, na které si postavil opravnu tlumičů. Později souhlasil s prodejem části pozemku za 250 000 dolarů, aby zde mohla být postavena betonárna. Částku poté postupně zvyšoval, až z prodeje sešlo. V roce 2001 však úřady schválily stavbu betonárny, aniž by Heemeyer obdržel jakoukoliv sumu peněz. Nová betonárna mu také znesnadňovala přístup do jeho obchodu. Navíc mu byla udělena pokuta 2 500 dolarů, protože jeho obchod nebyl vybaven septikem. Proti stavbě na jeho pozemku několikrát protestoval a psal stížnosti, pokaždé byl však odmítnut.

### Buldozer
Aby se městu pomstil, začal opevňovat svůj buldozer Komatsu D355A, což mu zabralo asi rok a půl. Kombinací ocelových plátů a betonu vytvořil neprůstřelný pancíř. Do úzkých střílen osadil dvě pušky a poloautomatickou zbraň. Zhoršený výhled vyřešil dvěma kamerami zakrytými neprůstřelným sklem, které přenášely obraz do monitorů uvnitř kabiny. Dovnitř ještě umístil klimatizaci, aby byla teplota v tanku snesitelná. Po uzavření vstupního poklopu už nebylo možné se ze stroje dostat, čehož si byl Heemeyer vědom. Tento stroj byl také označován jako killdozer, podle stejnojmenné novely Theodora Sturgeona z roku 1944.

## Útok
4. června 2004 vyrazil Heemeyer se svým tankem pustošit městečko Granby. Najel mimo jiné do betonárny, radnice, domu bývalého starosty i do knihovny, ve které zrovna probíhal program pro děti. Celkem zdemoloval 13 budov, řádění se však obešlo bez obětí na životech.
Po celé jeho trase ho doprovázeli policisté, kteří vypálili na buldozer přibližně 200 střel bez jakéhokoliv účinku. Heemeyer pak krátce palbu opětoval. Na zničení killdozeru se uvažovalo i o zapojení Národní gardy nebo vrtulníku Apache, ovšem kvůli možným kolaterálním škodám a ohrožení civilistů byl nápad zavrhnut.
Posléze však buldozer najel do jednoho obchodu a propadl se do jeho sklepa bez možnosti vyjet. Motor se přehřál a unikaly z něj rozličné kapaliny. Krátce poté se ozval výstřel, když se Heemeyer zastřelil. Ani poté se policistům nedařilo proniknout do obrněného kolosu. Když nezabraly výbušniny, musel být použit acetylenový hořák. Po několika hodinách se podařilo dostat Heemeyerovo tělo ven.

## Po události
Před samotným útokem Heemeyer nahrál své myšlenky a motivace. Uvádí, že k tomuto činu ho povolal Bůh, který „požehnal, aby stroj sestrojil, aby ho řídil, aby udělal věci, které udělat musí“.
Mnohými je označován za lidového hrdinu, který až do konce bojoval proti zkorumpovaným úřadům. Tento úhel pohledu je podporován i faktem, že při jeho útoku nikdo nezemřel, šlo však spíše o náhodu a štěstí, než Heemeyerův úmysl.